# Gdメン
『gdメン』（ぐだメン、gdgd men's party）は、2018年1月から3月まで放送された日本のテレビアニメ。
『gdgd妖精s』NEXTシリーズと題した男性キャラをメインにしたコメディCGアニメ。アイキャッチやアフレ湖に相当する「今日の水晶」など、同作品の特徴も盛り込まれている。なお、『gdgd妖精s』シリーズでは菅原そうたがキャラクターデザインを担当していたが、本作品では為壮顕に変更されている。

## あらすじ
ゲームの異世界に転生したライトとヨミ。姫を救えばリアル世界に帰れるという。

## 登場キャラクター
ライト
声 - 松岡禎丞
異世界に転生したゲーム好きの中学生。所持武器はファンタジーソードだったが第6話でぴらっちょそ～ど（声 - 小林裕介）に変化した（第8話では元の剣に戻っている）。
ヨミ
声 - 山本和臣
ライトに巻き込まれて転生したライトより年下の少年。水晶付きの杖を持っており、「今日の水晶」では彼らがそれを覗きながら適当にセリフを当てている。
アルファ
声 - 小林裕介
ライトを召喚した異世界のヒューマノイド型A.I.ロボ。右手がメカ剥き出しになっている。姫の情報が何者かによって消去されているため容姿を知らない。第7話で暴走して機能停止するものの、第8話でコウリャクボーンを使い復活する。9話のエンディングではバンイチに差し替えられてしまう。城には500体の同型があり正式名称は「アルファ202」。最終話で記憶消去されそうになるが。
メロディ
声 - 原奈津子
捕らわれの姫。レギュラーキャラ唯一の女性。投獄され独房の中だが割と自由で日々妄想に耽っている。第10話で牢屋の鍵がかかっていなかったことを知り脱出するも、主人公達にダメ出しして戻ってしまう。
パンイチ
「今日の水晶」に出てくる、スキンヘッドで小太りのおじさん。

## コーナー
今日の姫
姫様が牢屋で一人芝居。
今日のレベル上げ
レベル上げのミッション。
今日の水晶
ヨミの杖で別の世界を映す。出てきた動画を見てアフレコするアドリブパート。

## スタッフ
- 原案・監督 - 菅原そうた
- 脚本 - 森りょういち、gdメンズ
- キャラクターデザイン - 為壮顕
- 音響監督 - 久保宗一郎
- 録音 - 田上祐二
- 音響制作 - 東北新社
- 音響効果 - 徳永義明
- 編集 - イン・プラン
- 音楽制作 - BloomZ
- プロデューサー - 君島すみれ、別所敬司、福原和晃、塩谷佳之
- 制作 - ストロベリー・ミーツ ピクチュアズ、ファンカンパニー
- 製作 - 「gdメン」製作委員会（グローバル・ソリューションズ、ストロベリー・ミーツ ピクチュアズ、ファンカンパニー、TOKYO MX）

## 主題歌
「妄想帝国蓄音機」
喜多村英梨によるオープニングテーマ。作詞は喜多村英梨、作曲・編曲は鬱P。
「Duality」
BB-voiceによるエンディングテーマ。作詞はRUCCA、作曲は成本智美、編曲は小松一也。

## 各話リスト
| 話数     | サブタイトル                     | エピソード                         |
| -------- | -------------------------------- | ---------------------------------- |
| レベル01 | ゲーム世界に転生!?               | 今日の姫今日のレベル上げ今日の水晶 |
| レベル02 | 姫ってどんな子!?                 | 今日の姫今日のレベル上げ           |
| レベル03 | ジョブ診断の館                   | 今日の姫今日の水晶                 |
| レベル04 | 待ってろ!ホーリージャム!（前編） | 今日の姫試練のトロッコ             |
| レベル05 | 待ってろ!ホーリージャム!（後編） | 今日の姫悶絶！リアルクレーンゲーム |
| レベル06 | 武器進化!?ファンタジーソード     | 今日の姫今日の水晶                 |
| レベル07 | 惨戦!?イケメンオーディション     | 今日の姫アルファ謎の緊急停止       |
| レベル08 | "コウリャクボーン"を手に入れた   | 今日の姫今日の水晶                 |
| レベル09 | ドリームアイランドへようこそ！   | 今日の姫今日の水晶                 |
| レベル10 | 超目前、マオーの城               | 今日の姫今日の水晶                 |
| レベル11 | 超かなり目前、マオーの城         | 今日の姫最終回予想大会             |
| レベル12 | また逢う日まで                   | 感動の再会今日の水晶               |

## 放送局
| 放送期間               | 放送時間                     | 放送局   | 対象地域 | 備考                      |
| ---------------------- | ---------------------------- | -------- | -------- | ------------------------- |
| 2018年1月9日 - 3月27日 | 火曜 1:10 - 1:20（月曜深夜） | TOKYO MX | 東京都   | 製作参加                  |
| 2018年1月14日 - 4月1日 | 日曜 0:05 - 0:15（土曜深夜） | AT-X     | 日本全域 | CS放送 / リピート放送あり |

| 配信開始日    | 配信時間        | 配信サイト                                                   |
| ------------- | --------------- | ------------------------------------------------------------ |
| 2018年1月9日  | 火曜 12:00 更新 | ニコニコチャンネル dアニメストア GYAO! ひかりTV Amazonビデオ |
| 2018年1月10日 | 水曜 0:00 更新  | U-NEXT                                                       |

## ゲーム
『RPGアツマール』でミニゲームを配信。サイトは2023年6月にサービス終了している。
- ゲームでわかる『gdメン』 架空請求編 - 2018年1月10日公開
- 【アニメgdメン】gdメイロ【10分迷路ゲー】 - 2018年1月16日公開
- ゲームでわかる『gdメン』 森のキノコに要注意編 - 2018年1月23日公開
- 【gdメン】姫が主役の妄想が激しすぎる放置ゲーム - 2018年1月29日公開
- 【バグ系ホラー】ゲームでわからないgdメン バグといっしょ編 - 2018年2月13日公開